# Servon (Sena i Marne)
Servon és un municipi francès, situat al departament de Sena i Marne i a la regió de Illa de França. L'any 2007 tenia 2.881 habitants.
Forma part del cantó d'Ozoir-la-Ferrière, del districte de Torcy i de la Comunitat de comunes de l'Orée de la Brie.

## Demografia

### Població
El 2007 la població de fet de Servon era de 2.881 persones. Hi havia 1.027 famílies, de les quals 192 eren unipersonals (59 homes vivint sols i 133 dones vivint soles), 310 parelles sense fills, 474 parelles amb fills i 51 famílies monoparentals amb fills.
La població ha evolucionat segons el següent gràfic:
Habitants censats

### Habitatges
El 2007 hi havia 1.097 habitatges, 1.044 eren l'habitatge principal de la família, 7 eren segones residències i 46 estaven desocupats. 995 eren cases i 96 eren apartaments. Dels 1.044 habitatges principals, 932 estaven ocupats pels seus propietaris, 101 estaven llogats i ocupats pels llogaters i 11 estaven cedits a títol gratuït; 13 tenien una cambra, 62 en tenien dues, 97 en tenien tres, 194 en tenien quatre i 678 en tenien cinc o més. 921 habitatges disposaven pel capbaix d'una plaça de pàrquing. A 373 habitatges hi havia un automòbil i a 620 n'hi havia dos o més.

### Piràmide de població
La piràmide de població per edats i sexe el 2009 era:
| Homes | Edats   | Dones |
| ----- | ------- | ----- |
| 0     | 95 o +  | 4     |
| 0     | 90 a 94 | 4     |
| 4     | 85 a 89 | 12    |
| 8     | 80 a 84 | 16    |
| 16    | 75 a 79 | 12    |
| 20    | 70 a 74 | 52    |
| 60    | 65 a 69 | 52    |
| 60    | 60 a 64 | 72    |
| 64    | 55 a 59 | 64    |
| 104   | 50 a 54 | 76    |
| 128   | 45 a 49 | 148   |
| 168   | 40 a 44 | 112   |
| 92    | 35 a 39 | 116   |
| 100   | 30 a 34 | 140   |
| 36    | 25 a 29 | 76    |
| 60    | 20 a 24 | 88    |
| 124   | 15 a 19 | 68    |
| 136   | 10 a 14 | 132   |
| 100   | 5 a 9   | 108   |
| 84    | 0 a 4   | 112   |

## Economia
El 2007 la població en edat de treballar era de 1.958 persones, 1.450 eren actives i 508 eren inactives. De les 1.450 persones actives 1.360 estaven ocupades (704 homes i 656 dones) i 88 estaven aturades (47 homes i 41 dones). De les 508 persones inactives 174 estaven jubilades, 245 estaven estudiant i 89 estaven classificades com a «altres inactius».

### Ingressos
El 2009 a Servon hi havia 1.064 unitats fiscals que integraven 3.077,5 persones, la mediana anual d'ingressos fiscals per persona era de 26.925 €.

### Activitats econòmiques
Dels 194 establiments que hi havia el 2007, 2 eren d'empreses extractives, 3 d'empreses alimentàries, 4 d'empreses de fabricació de material elèctric, 10 d'empreses de fabricació d'altres productes industrials, 24 d'empreses de construcció, 44 d'empreses de comerç i reparació d'automòbils, 14 d'empreses de transport, 12 d'empreses d'hostatgeria i restauració, 3 d'empreses d'informació i comunicació, 12 d'empreses financeres, 5 d'empreses immobiliàries, 36 d'empreses de serveis, 17 d'entitats de l'administració pública i 8 d'empreses classificades com a «altres activitats de serveis».
Dels 41 establiments de servei als particulars que hi havia el 2009, 1 era una oficina de correu, 5 tallers de reparació d'automòbils i de material agrícola, 1 autoescola, 6 paletes, 3 guixaires pintors, 2 fusteries, 5 lampisteries, 4 electricistes, 1 perruqueria, 1 agència de treball temporal, 8 restaurants, 3 agències immobiliàries i 1 saló de bellesa.
Dels 11 establiments comercials que hi havia el 2009, 1 era un hipermercat, 1 una botiga de més de 120 m², 3 fleques, 1 una peixateria, 2 botigues d'electrodomèstics, 1 una botiga d'electrodomèstics, 1 una botiga de material de revestiment de parets i terra i 1 una joieria.
L'any 2000 a Servon hi havia 4 explotacions agrícoles.

## Equipaments sanitaris i escolars
El 2009 hi havia 1 farmàcia i 1 ambulància.
El 2009 hi havia una escola elemental.

## Poblacions més properes
El següent diagrama mostra les poblacions més properes.